# Darreh Şeyydī
Darreh Şeyydī (persiska: دره صيدی, Darreh Şeydī) är en ort i Iran.   Den ligger i provinsen Lorestan, i den nordvästra delen av landet, 300 km sydväst om huvudstaden Teheran. Darreh Şeyydī ligger 1 989 meter över havet och antalet invånare är 469.
Terrängen runt Darreh Şeyydī är kuperad.Runt Darreh Şeyydī är det tätbefolkat, med 257 invånare per kvadratkilometer. Närmaste större samhälle är Borujerd, 8,9 km sydväst om Darreh Şeyydī. Trakten runt Darreh Şeyydī består i huvudsak av gräsmarker.